# اشتاینتس
اشتاینتس (به آلمانی: Stainz) یک منطقهٔ مسکونی در اتریش است که در دویچلندسبرگ واقع شده‌است. اشتاینتس ۹۲٫۸۴ کیلومتر مربع مساحت دارد ۳۴۹ متر بالاتر از سطح دریا واقع شده‌است.